# Cinema sonoro
Il cinema sonoro è il cinema in cui le immagini sono accompagnate dal suono.

## Storia
Il cinema è nato alla fine del XIX secolo come cinema muto; la consuetudine di accompagnare la proiezione di film muti con musica eseguita dal vivo solitamente da un pianista o da un organista, più raramente da un'orchestra, sarebbe sopravvissuta fino agli anni trenta del XX secolo. Il sonoro cinematografico nasce nei primi anni del novecento come sonoro non sincronizzato con le immagini; dalla metà degli anni venti si diffuse l'uso di dischi fonografici in bachelite a 78 giri per l'accompagnamento musicale. I dischi erano riprodotti su speciali grammofoni in grado di diffondere la musica in tutto il locale.
Uno dei pionieri della sincronizzazione fra suono e immagini fu il francese Eugène Augustin Lauste, il quale progettò i primi sistemi ottici di film sonori e nel 1906 brevettò il ristretto fascio di luce indispensabile per includere il suono inciso direttamente sulla striscia di pellicola, a fianco delle immagini e lo presentò negli Stati Uniti nel 1911.
Un prototipo di sonoro sincronizzato fu realizzato anche nel 1914 dal messinese Giovanni Rappazzo, il cui brevetto fu registrato al 1921 ma scadde nel 1924 prima che il titolare potesse raccoglierne i frutti e ricavare i fondi necessari a rinnovarlo; lo stesso anno, la Fox Film Corporation brevettò a sua volta un sistema identico a quello di Rappazzo, il quale ingenuamente aveva fornito alla casa cinematografica americana i suoi progetti e un esemplare di pellicola sonora: la vicenda fu in questo del tutto analoga a quella di Antonio Meucci con l'invenzione del telefono.
La prima casa di produzione cinematografica a scommettere sul sonoro sincronizzato fu la Warner Bros. che, nel 1925, acquisì dalla Western Electric il sistema Vitaphone, nel quale il sonoro era registrato su un disco fonografico in bachelite da 16 pollici con velocità angolare di 33⅓ giri al minuto.
Il primo film sonoro prodotto dalla Warner a fini commerciali fu Don Giovanni e Lucrezia Borgia, la cui prima proiezione pubblica a pagamento avvenne presso il Warner Theater di New York il 6 agosto 1926. Per la prima volta il pubblico pagante poté udire effetti sonori come il cozzare delle spade durante i duelli e musica sincronizzata con le immagini, scritta appositamente per commentare precise sequenze.

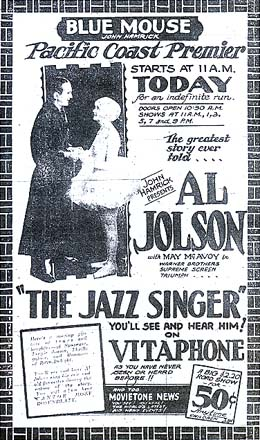
Locandina de: Il cantante di jazz che pubblicizza il sonoro del film in Vitaphone e il cinegiornale in Movietone.

Il sonoro sincronizzato con le immagini consentì com'era ovvio anche la realizzazione di film nei quali, oltre agli effetti sonori e alla musica, si udivano anche i dialoghi, permise cioè la nascita del cinema parlato. Il primo film di questo tipo – prodotto dalla stessa Warner e proiettato per la prima volta il 27 ottobre 1927 – fu Il cantante di jazz (The Jazz Singer) nel quale, oltre a varie canzoni, si udivano una frase rivolta al pubblico dal protagonista e un breve dialogo tra questi e la madre. Il primo film sonoro interamente costituito da dialoghi parlati fu invece Lights of New York, lanciato sempre dalla Warner l'8 giugno del 1928. La netta preferenza del pubblico per i film sonori avrebbe in breve tempo decretato il tramonto del cinema muto.
Il primo film sonoro prodotto in italia fu Resurrectio (1930) di Alessandro Blasetti, che tuttavia per ragioni commerciali giunse nelle sale cinematografiche solo nel 1931 e fu preceduto così da La canzone dell'amore (1930) di Gennaro Righelli.
Uno standard per la sincronizzazione non era stato ancora stabilito: i sistemi in America e in Europa differirono fin quando non furono stabiliti i protocolli che ne unificassero le caratteristiche tecniche, rendendole valide in tutto il mondo e prendendo come riferimento stabile la frequenza della corrente alternata di rete. Sistemi di sonoro ottico furono studiati fin dai primi anni ed erano di due tipi:
- colonna sonora a densità variabile, come Fox Movietone e Klangfilm;
- colonna sonora ad area variabile, come R.C.A. Photophone.

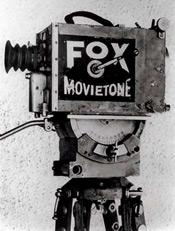
Cinepresa Fox Movietone (1930)

La colonna sonora a densità variabile non ebbe molto successo e presto i film furono registrati tutti con colonna sonora ad area variabile che garantiva maggiore qualità sonora e maggior sicurezza. Se infatti la stampa del film non era perfetta, la colonna sonora a densità variabile poteva essere anche inascoltabile, mentre qualche imperfezione sulla stampa della colonna sonora ad area variabile non pregiudicava troppo il sonoro. La posizione standard della colonna sonora ottica fu fissata sul lato destro della pellicola.
Con questo metodo di registrazione, la traccia audio viene impressa sul film (tra il fotogramma e la perforazione): essa si presenta come un sottile percorso trasparente su fondo scuro, i cui bordi sono ondulati (traccia ad ampiezza variabile). Durante la proiezione, la traccia ottica transita davanti a una cellula fotoelettrica e viene illuminata da una lampada eccitatrice. Il fascio di luce è modulato dalla traccia ottica in modo da colpire con intensità variabile la cellula, la quale a sua volta trasforma tale intensità variabile di luce in una debole corrente elettrica che, amplificata acusticamente, produce il suono. A determinare i parametri di registrazione collaborarono aziende come RCA e Kodak.
Nel 1965 Ray Dolby introdusse il primo sistema per la riduzione del rumore di fondo sulla pellicola, il Dolby A, poi evolutosi nel più sofisticato Dolby Spectral Recording. Sempre della Dolby il sistema attualmente più diffuso, il Dolby Digital, che registra il suono in formato digitale di 5 canali (tre frontali e due surround) a banda estesa ed uno specifico per effetti a bassa frequenza (Low Frequency Effect), detto 5.1, come scacchiere di punti ciascuno rappresentante un bit tra una perforazione e l'altra di uno dei due lati della pellicola. Esiste anche il Dolby Digital Surround Ex, dove EX sta per extended, con in più un canale surround posteriore dedotto per matricizzazione come nel dolby stereo. Dolby sta per proporre il 7.1 per il cinema 3d stereoscopico, ovvero un 5.1 con surround posteriore sinistro e destro indipendenti da surround laterali sinistro e destro.
Sono stati introdotti anche altri sistemi, come il Sony SDDS, del tipo 7.1 (si aggiungono anche i canali intermedi centro-destro e centro-sinistro per riempire di suono i megaschermi) la cui colonna viene stampata - in ciano - sui bordi esterni della pellicola, e il sistema DTS - 5.1 ma anche DTS ES 6.1 - che però non è propriamente una colonna sonora, in quanto consiste di una piccola traccia posta tra la colonna normale e il fotogramma e che serve a sincronizzare una sorgente audio esterna (lettore speciale di CD dedicati) con l'immagine proiettata. Ha dalla sua il vantaggio di far rimanere inalterata la qualità dell'audio nonostante l'usura della pellicola dopo molte proiezioni, inoltre è possibile cambiare lingua semplicemente sostituendo il CD.
La colonna sonora analogica coesiste ancora con i sistemi digitali soprattutto con funzione di riserva, in caso di guasto o difficoltà di lettura dei sistemi digitali, quest'ultima non così improbabile dato il contatto meccanico dei bordi della pellicola durante la proiezione. È anche vero che non tutte le sale nel mondo sono dotate di sistemi digitali per l'audio.